# آب بزان
آب بزان، روستایی در دهستان هودیان بخش مرکزی شهرستان دلگان در استان سیستان و بلوچستان ایران است.

## جمعیت
بر پایه سرشماری عمومی نفوس و مسکن در سال ۱۳۹۵، جمعیت این روستا ۶۵ نفر (۱۶ خانوار) بوده است.